# ラファエル・オロスコ・マエストレ
ラファエル・ホセ・オロスコ・マエストレ（Rafael José Orozco Maestre, 1954年3月24日 - 1992年6月11日）は、コロンビアの歌手。ビノミオ・デ・オロのメンバー。
仲間のアコーデオン奏者と共に、オロスコはコロンビア、メキシコ、ベネズエラで非常に人気のあるバレナートグループであり、イスラエル・ロメロと共に、コロンビアのポピュラー音楽の主要な代表者および歌手の1人であった。オロスコの最高の曲の1つは、妻のクララ・エレナ・カベロ（Solo para ti, Rafael Orozco）に特別に捧げられた。ディオメデス・ディアス は、オロスコと親友だったが、音楽の分野では敵だった。オロスコは、自宅の前で銃撃者に殺された。

## 来歴
1954年3月24日、当時マグダレーナ県にあったベセリルで、ラファエル・オロスコ・フェルナンデスとクリスティーナ・マエストレの家で、男5人、女8人の13人兄弟で構成されて生まれた。ヴァレドゥパルのEscuela Nacional Lopelenaで中等教育を受ける。文化週間では、ディオメデス・ディアスがラファエル・オロスコを説得し、彼が作曲した曲「Cariñito de mi vida」を歌わせたのです。ディオメデスも参加したが、が、一次予選敗退。の曲で1位を獲得しました。結局、オロスコはその曲を歌い、1位を獲得しました。1975年、オロスコはこの曲をLPに収録。
ラファエル・オロスコとイスラエル・ロメロが初めて会ったのは、セザール州マナウレの学校で、オロスコがパーティーで歌ったときだった。その2ヵ月後、彼らはカリブ海大学のレニン・ブエノ・スアレス所長の誕生日に、ともに「ビノミオ・デ・オロ」を設立。は、ブラジル、コロンビア、メキシコ、ベネズエラ、キューバ、パラグアイ、ウルグアイ、エクアドル、アメリカ、日本など、全世界のミリオネアセールスで16のゴールドアワードと2つのプラチナアワードを受賞しました。Solo para ti", "Solo por ti", "La historia de un Corazón"の3曲の作者である。この2つは本人ではなく、他のアーティストが録音したものである。
ラファエル・オロスコは1976年3月5日、バランキヤのサンタ・ベルナルディータの教会でクララ・エレーナ・カベロ・サルミエントと結婚した。ケリー・ヨハンナ、ウェンディ・ジョラニー、ロレインという3人の娘がいた。
1992年6月11日の夜、ディオメデス・ディアスとフアンチョ・ロワの音楽グループのアシスタントであるアリーザ・デ・ラ・ホスとフランシスコ・ハビエル・コレナが、オロスコの家に行き、お金と楽器を借りた。オロスコは、娘たちが企画した学期末を祝うパーティを邪魔しないよう、家の外で二人と会うことにした。午後9時45分、見知らぬ男がオロスコに近づき、10発の銃弾を浴びせた。オロスコは妻によって病院に運ばれたが、命からがら到着し、午後10時に死亡が確認された(日本時間1992年6月12日午後12時）。 オロスコは、麻薬密売人ホセ・レイナルド・フィアロの元恋人であるマリア・アンジェリカ・ナバロという女性と関係を持ったと言われている。

ラファエル・オロスコ・マエストレ

ホセ・レイナルド・フィアロは、1992年11月18日、メデジンで暗殺された。パブロ・エスコバルはラファエル・オロスコ・マエストレのファンであったため、彼の仇を討ったと言う人が多い。

## アルバム
エミリオ・オビエド
- 1975：Adelante
- 1975：Con Sentimiento

ビノミオ・デ・オロ
- 1977 - Binomio de oro 1976
- 1977 - Por lo alto
- 1978 - Enamorado como siempre
- 1978 - Los Elegidos
- 1979 - Súper vallenato
- 1980 - Clase aparte
- 1980 - De caché
- 1981 - 5 años de oro
- 1982 - Festival vallenato
- 1982 - Fuera de serie
- 1983 - Mucha calidad
- 1984 - Somos vallenato
- 1985 - Superior
- 1986 - Binomio de oro 1986
- 1987 - En concierto
- 1988 - Internacional
- 1989 - De Exportación
- 1990 - De fiesta con el binomio de oro
- 1991 - De américa
- 1992 - Por siempre

## テレノベラ
2012年、コロンビア最大のテレビ局であるカラコル・テレビシオンは、彼は自分の人生について放送し始めた（ラファエル・オロスコ、アイドル）アレハンドロ・パラシオが演じた。